# 迪氏高䲁
迪氏高䲁（學名：Hypsoblennius digueti），為輻鰭魚綱鳚形目䲁科高䲁屬的一種，分布於東太平洋加利福尼亞灣海域，體長可達7.1公分，棲息在沿海岩石區，雌魚產附著性卵，雄魚有護卵行為，生活習性不明。